# Доброхотова, Александра Ивановна
Алекса́ндра Ива́новна Доброхо́това (1 апреля 1884, Вичуга — 13 февраля 1958) — русский врач, ведущий педиатр-инфекционист, член-корреспондент АМН СССР (1952), профессор, заслуженный деятель науки РСФСР (1947).

## Биография
Выпускница Высших женских курсов. В 1912 году работала врачом-ассистентом в недавно построенной в Москве Морозовской городской детской больницу, где познакомилась с также врачом-ассистентом Фридрихом Краузе. Летом 1914 года они отправилась на отдых в Финляндию, где их застала Первая мировая война. Весной 1916 года они венчались в Москве, а 29 января 1917 года родилась дочь Ирина. В 1928 году супруги развелись.
В 1921 году Александра Ивановна возглавляла детскую клиническую больницу в Уфе, в организации которой участвовал её муж. В 1922—1958 годах была заведующим отдела детских инфекций Института охраны материнства и младенчества (ныне Научно-исследовательский институт педиатрии Научного центра здоровья детей РАМН).
В 1935—1950 годах работала заведующим кафедрой педиатрии 3-го Московского медицинского института. В 1945—1952 годах главный педиатр Минздрава СССР.

## Награды
Была награждена орденами Ленина и Трудового Красного Знамени, а также медалями.

## Направления научной деятельности
Внесла огромный вклад в организацию рациональной диагностики, лечения и профилактики острых детских инфекций, в частности, кори, коклюша и скарлатины. Предложила теорию, объясняющую механизм спастического кашля при коклюше, исследовала изменения в вегетативной и центральной нервной системе у детей при инфекционных болезнях. Внесла большой вклад в изучение проблем антибиотикотерапии, возрастных особенностей течения инфекционного процесса, совершенствование и внедрение в практику серопрофилактики кори, рационализацию системы госпитализации больных скарлатиной, а также в совершенствование медицинской помощи детям.

## Труды
Автор около 100 научных работ, посвященных изучению возрастных особенностей течения инфекционного процесса, патогенеза, клиники и лечения антибиотиками кори, дизентерии, коклюша и их осложнений.
- Чеботаревская Т. Н., Доброхотова А. И. Болезни новорожденных и детей грудного возраста. — М.; Л.: Государственное издательство, 1930. — (Руководства и пособия для медицинских техникумов).
- Коклюш: монография / Под ред. А. И. Доброхотовой. — М., 1948.
- Доброхотова А. И. Болезни детского возраста: Учебник для школ медицинских сестер. — М.: Медгиз, 1951.
- Доброхотова А. И. Корь и борьба с ней. — М.: Медгиз, 1959. — 160, [20] с. — 20 000 экз. (в пер.)
- Доброхотова А. И., Островская И. М. Здоровый и больной ребенок. — М.: Медгиз, 1960.